# Mestre Bertram

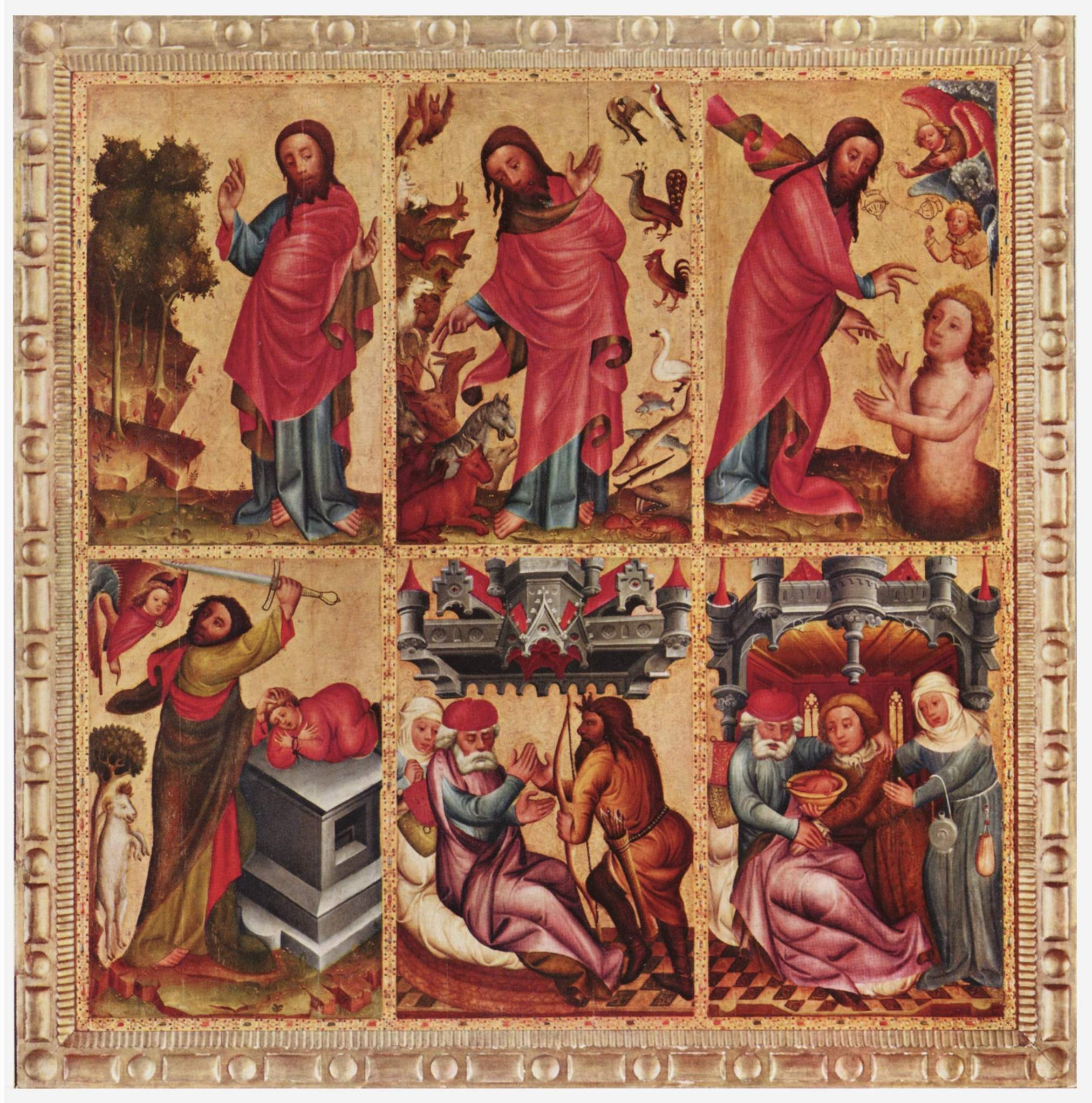
Parte do Grabow Altarpiece

Mestre Bertram (1345 Minden - 1415 Hamburgo), também conhecido como Meister Bertram e Mestre de Minden,  foi um pintor alemão do Gótico Internacional, que criava principalmente obras religiosas. Seu trabalho mais famoso é o grande Altar de Grabow (ou Petri-Altar) na  Kunsthalle de Hamburgo, o maior e mais importante ointura do norte da Alemanha do período. Sua oficina também produziu esculturas, incluindo lustres. 
Viveu em Hamburgo desde 1367 até o fim de sua vida. Em 1390, foi até Roma mas é desconhecida a influência dessa viagem em sua arte. Seu estilo é menos emocional do que o de seu quase-contemporâneo de Hamburgo, Frade Francke. 